# 1941-es alpesisí-világbajnokság
Az 1941-es alpesisí-világbajnokságot a nemzetközi síszövetség együtt rendezte meg az 1941-es északisí-világbajnoksággal az olaszországi Cortina d’Ampezzo-ban. 1946-ban azonban a FIS törölte a hivatalos események sorából, mivel a világbajnokságokon csak a náci Németországhoz ideológiailag közeli államok vehettek részt.

## Eredmények

### Férfiak
| Versenyszám | Arany                       | Arany | Ezüst                          | Ezüst | Bronz                          | Bronz |
| ----------- | --------------------------- | ----- | ------------------------------ | ----- | ------------------------------ | ----- |
| Lesiklás    | Josef Jennewein Németország |       | Alberto Marcellin Olaszország  |       | Rudolf Cranz Németország       |       |
| Szlalom     | Albert Pfeifer Németország  |       | Vittorio Chierroni Olaszország |       | Alberto Marcellin Olaszország  |       |
| Kombináció  | Josef Jennewein Németország |       | Alberto Marcellin Olaszország  |       | Vittorio Chierroni Olaszország |       |

### Nők
| Versenyszám | Arany                     | Arany | Ezüst                       | Ezüst | Bronz                         | Bronz |
| ----------- | ------------------------- | ----- | --------------------------- | ----- | ----------------------------- | ----- |
| Lesiklás    | Christl Cranz Németország |       | Käthe Grasegger Németország |       | Anneliese Proxauf Németország |       |
| Szlalom     | Celina Seghi Olaszország  |       | Christl Cranz Németország   |       | Anneliese Proxauf Németország |       |
| Kombináció  | Christl Cranz Németország |       | Celina Seghi Olaszország    |       | Anneliese Proxauf Németország |       |

Számos forrás azt írja, hogy Proxauf, aki korábban osztrák volt, svájciként versenyzett, ez a fotó igazolja, hogy Németország színeiben vett részt a világbajnokságon.

## Éremtáblázat
| Helyezés | Ország      | Arany | Ezüst | Bronz | Összesen |
| -------- | ----------- | ----- | ----- | ----- | -------- |
| 1.       | Németország | 5     | 2     | 4     | 11       |
| 2.       | Olaszország | 2     | 3     | 2     | 7        |